# Allen Joseph Bard
Pour les articles homonymes, voir Bard.
Allen Joseph Bard (né le 18 décembre 1933 à New York (État de New York) et mort le 11 février 2024 à Austin (Texas)) est un chimiste américain. Il était professeur de chimie à l’université du Texas à Austin, titulaire de la chaire Hackerman-Welch Regents.

## Récompenses et distinctions
- 1987 : Willard Gibbs Award
- 1990 : élu membre de l'Académie américaine des arts et des sciences
- 2002 : Médaille Priestley[3]
- 2004 : Médaille William-H.-Nichols
- 2008 : Prix Wolf en Chimie[4]
- 2013 : Prix Enrico Fermi